# Selogabus
Selogabus is een bestuurslaag in het regentschap Tuban van de provincie Oost-Java, Indonesië. Selogabus telt 3817 inwoners (volkstelling 2010).